# Procles (artista)
|  | No s'ha de confondre amb Procle (artista). |

Procles (llatí: Procles, grec antic: Προκλῆς) fou un destacat medallista de l'antiga Grècia el nom del qual apareix a les monedes de Naxos i a les de Catana a Sicília.
El seu nom es va trobar per primera vegada en una moneda extremadament rara de Naxos, al peu d'una estàtua de Silenus a la part de darrere, amb caràcters tan fins que necessiten una lent per desxifrar-los. Es dubtava si el nom corresponia a l'autor de la medalla o a l'escultor de l'obra original, però es va trobar una esplèndida medalla Catana amb el seu nom, ara a la col·lecció del duc de Luynes.